# Ilf y Petrov

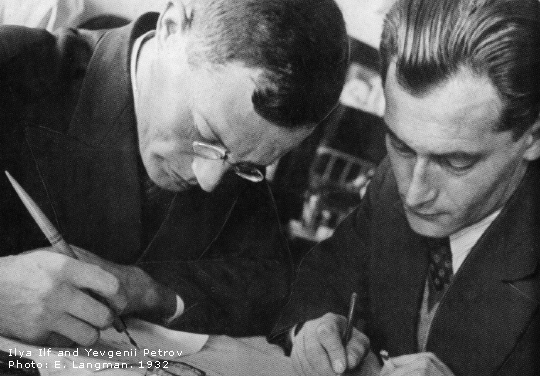
Iliá Ilf y Yevgueni Petrov.

Iliá Ilf (Iliá Arnóldovich Fainzilberg (Илья Арнольдович Файнзильберг), 15 de octubre de 1897 – 13 de abril de 1937) y Yevgueni Petrov (Yevgueni Petróvich Katáev o Katáyev (Евгений Петрович Катаев), 13 de diciembre de 1903 – 2 de julio de 1942) fueron dos escritores de prosa soviéticos de las décadas de 1920 y 1930. Escribieron muchas cosas juntos, por lo que casi siempre se los menciona conjuntamente como "Ilf y Petrov". Se hicieron tremendamente populares por sus novelas satíricas: Las Doce Sillas (Двенадцать стульев, 1928) y su continuación El Becerro de Oro (Золотой теленок, 1931), que comparten su protagonista, Ostap Bénder (Остап Бендер), un timador misántropo y antihéroe en busca de víctimas ricas.
El dúo fue posiblemente el escritor satírico más popular del periodo soviético. representantes de la "Escuela de Odesa" de escritores humoristas,  y algunas de las figuras culturales muy destacadas, en su mayoría judías oriundas de Odesa junto con Isaac Babel y Leonid Utesov, que se trasladaron a trabajar a la capital soviética tras la abolición de las restricciones a la residencia judía en la Zona de Asentamiento>
En 1937, Ilf murió y los Cuadernos publicados después de su muerte fueron elogiados unánimemente por los críticos como una obra literaria excepcional. Petrov sobrevivió a Ilf por 5 años; ambos vivieron sólo 39 años. Después de la muerte de su coautor, Petrov escribió varios guiones cinematográficos (junto con Georgy Moonblit ), la obra "La isla de la paz" (publicada en 1947), "El diario de primera línea" (1942). En 1940 se afilió al Partido Comunista y desde los primeros días de la guerra se convirtió en corresponsal de guerra de Pravda e Informburo. Murió en junio de 1942 en un accidente aéreo. Galardonado con la Orden de Lenin.

## Biografías
Ambos nacieron en la ciudad de Odesa. Petrov era el hijo de un profesor de historia y su hermano mayor fue el escritor Valentín Katáev, quien le animó a publicar historias cortas, una colección de las cuales se publicó en 1924. Comenzó su carrera como corresponsal de prensa, aunque trabajó esporádicamente como investigador para el Departamento Criminal de Odesa. Se casó en 1929.
Ilf nació en una humilde familia judía, era hijo de un empleado de banca. Tras graduarse en una escuela técnica en 1913 trabajó en un despacho de arquitectura, una fábrica de aviación y en una fábrica de granadas de mano. También colaboró con la revista de humor Sindektikón. Llegaron a Moscú, independientemente el uno del otro, en 1923. Ilf encontró trabajo como bibliotecario y dos años después trabajó escribiendo ensayos satíricos para las publicaciones en Gudok (El Silbato, periódico de los trabajadores ferroviarios) y Moriak. Petrov trabajó como subdirector en el diario satírico Krasny Perets (Pimiento rojo) y se trasladó en 1926 a Gudok.
Formaron equipo en enero de 1928, colaborando en artículos para diversas publicaciones, entre ellas Pravda y comenzaron a escribir Las Doce Sillas. A continuación, el mismo año publican su siguiente novela Un Alma Pura y un conjunto de historias: 1001 Días o una Nueva Scherezade.
También cooperaron con el cine; en particular, en 1930 crearon subtítulos para la película "La Fiesta de San Jorgen".
En 1933 y 1934 recorrieron Europa y se encuentran con el famoso periodista soviético Iliá Erenburg y escribieron con él el guion de una comedia cinematográfica que no se llegó a rodar. Según Erenburg, el humor de Iliá era más amargo mientras que Petrov era más optimista. En 1935 y 1936 viajaron a través de los Estados Unidos en la era de la Gran Depresión. Recorrieron en un Ford la distancia de Nueva York a California ida y vuelta durante diez semanas. Se encontraron con Ernest Hemingway y Henry Ford. Este viaje daría lugar a un ensayo fotográfico sobre su experiencia. En 1936 escriben Tonia, otra novela satírica.
Ilf murió de tuberculosis poco después de regresar de su viaje documental a Estados Unidos donde contrajo la enfermedad. Esto fue un duro golpe para Petrov que a partir de entonces sólo escribió literatura menor. Trabajó para el periódico Literatúrnaya Gazeta y fue editor de la revista Ogoniok y escribió guiones de películas. También publicó una recopilación de apuntes de Ilf. En 1940 se afilia al Partido Comunista. En 1941 viaja a Alemania y declara "los alemanes están cansados de guerra...". Durante la guerra mundial trabajó como corresponsal de guerra. Murió en Crimea en 1942 en un accidente de aviación regresando de la sitiada Sebastopol. Sus últimos reportes de guerra se publicaron póstumamente el mismo año.

## Obra

### Las doce sillas

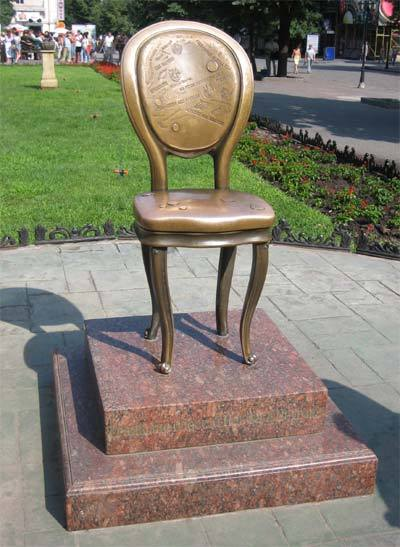
El monumento en Odesa.

Las Doce Sillas (a veces traducido como La Aventura de las Doce Sillas o El Misterio de las Doce Sillas) y su continuación El Becerro de Oro narran la búsqueda de la riqueza en medio de la realidad soviética de su tiempo, por parte de Bénder y sus socios. Se escribieron y transcurren en la época de la Nueva Política Económica Soviética de los años 20, una época relativamente liberal en la historia de la URSS. El protagonista intenta esquivar a las fuerzas del orden. Los libros destacan su posición fuera del orden establecido soviético. Esto proporciona a los autores una excusa para satirizar acerca del lado menos atractivo y menos socialista de la sociedad de su tiempo. En Las Doce Sillas ha de buscar un alijo de diamantes ocultos en una de las sillas. Al final muere asesinado por su compinche Ippolit Matvéyevich Vorobiáninov, que no desea compartir con él el botín. En El Becerro de Oro, la segunda parte, estos hechos son alterados retroactivamente, haciendo que la vida de Bénder fuera salvada en el último momento. Éste sigue a un millonario clandestino soviético y acaba amasando una fortuna que pierde conforme intenta abandonar el país. Debido a su temática, que satiriza aspectos de la vida soviética, sólo fue aprobada por las autoridades un año más tarde, tras la intervención personal de Maxim Gorki. Ambas obras se encuentran entre los libros más leídos y citados de la cultura rusa contemporánea. El resto de sus obras no han conservado su popularidad con el paso del tiempo. Ilf y Petrov planearon escribir una tercera novela en la que Bénder es condenado a un campo de trabajos forzados en las Islas Solovetsky donde se transforma en un ciudadano modelo.
Bénder es un personaje complejo, individualista y amoral, que en ocasiones se caracteriza como un parásito social en términos soviéticos y a veces como un seguidor del marxismo y claramente ateísta, lo que contrasta con su máximo deseo de abandonar definitivamente la Unión Soviética. En la lengua rusa el nombre de Ostap se ha convertido en el nombre arquetípico para un timador y muchas expresiones de las novelas han pasado a formar parte del vocabulario habitual. Este nombre es probablemente un homenaje a Osip Sor, un divertido policía amigo de ambos escritores. 

### Cuentos, ciclos de cuentos
Muchas ideas que surgieron mientras los coautores trabajaban en "Las doce sillas" no se materializaron en su primera novela. Al mismo tiempo, la energía creativa de los escritores jóvenes necesitaba una salida. Por lo tanto, en el verano de 1928, Ilf y Petrov comenzaron a escribir la historia satírica " Personalidad brillante ". Fue creado en un tiempo extremadamente corto, en solo seis días, y era una historia sobre la transformación de Yegor Karlovich Filyurin, un empleado del servicio municipal de la ciudad de Pischeslav, en un hombre invisible. Si en el primer trabajo de los coautores la imagen general del mundo era en general cercana a la real, en el segundo la ironía del autor se complementó con un grotesco fantástico . Como resultado, surgió una ciudad ficticia, cuya vida estaba organizada de manera absurda: la máquina de hacer bolas de masa local producía tres millones de bolas de masa por hora, el club Pischeslav estaba "cubierto" de columnas como andamios, y en el centro se alzaba una estatua ecuestre del naturalista. Timiryazev .
A pesar de la abundancia de situaciones cómicas y la popularidad del tema (la historia contiene una referencia paródica a “ El hombre invisible ” de H. G. Wells , muy conocido en la URSS en los años 1920, después de una visita a Moscú), “El brillante Personalidad” no despertó mucho interés entre críticos y lectores. Los propios coautores sintieron que la historia “resultó más pálida que su primera novela”; ni siquiera estaba incluido en las obras completas en cuatro volúmenes de Ilf y Petrov, publicadas en 1938-1939. La reedición de “Bright Personality” no tuvo lugar hasta 1961 .
En 1929, Ilf y Petrov iniciaron un ciclo de cuentos, " Historias extraordinarias de la vida de la ciudad de Kolokolamsk ". Lo fantástico y grotesco, que apareció en “La brillante personalidad” como uno de los lados de su estilo creativo, aquí se espesó “hasta el punto de la oscuridad” . Entre los habitantes de la ciudad que inventaron, se mencionó por primera vez a Vasisualiy Lokhankin, un empresario de pompas fúnebres que sembró el pánico entre los kolokolamitas sobre el inminente fin del mundo, la inundación y el "abismo celestial". La atmósfera de vida comunitaria reproducida por los escritores recordaba la situación en "Voronya Slobodka": este nombre, junto con el apellido y el nombre del empresario de pompas fúnebres, apareció más tarde en "El becerro de oro" . Probablemente, al iniciar el "proyecto Kolokolamsk", los coautores planearon crear una versión soviética de " La historia de una ciudad " de Saltykov-Shchedrin . Sin embargo, según la crítica literaria Lidia Yanovskaya , “la sátira de Shchedrin no funcionó”  . Ilf y Petrov se dieron cuenta de esto antes que los críticos, por lo que no sólo interrumpieron el trabajo en el ciclo, sino que ni siquiera publicaron todos los cuentos que escribieron  .
La aparición de otro ciclo de cuentos, "Los mil y un días o la nueva Scheherazade ", publicado en "Eccentric" (1929, núms. 12-22), fue precedida por publicidad: se informó a los lectores sobre el próximo lanzamiento de «un cuento de hadas de la Scheherazade soviética , obra de F. Tolstoievski». El papel de narradora fue confiado a la empleada de la oficina de adquisición de garras y colas, Scheherazade Fedorovna Shaitanov, quien, imitando a su "predecesor" de "Las mil y una noches", cuenta la historia de burócratas, groseros y oportunistas . . Sin embargo, el anuncio de “Eccentric” prometía una cantidad mucho mayor de cuentos de lo que finalmente resultó ser. Durante el proceso de trabajo, los propios coautores perdieron interés en su idea y "La nueva Scheherazade" se convirtió en una "obra de transición". Más tarde, hablando de las historias y ciclos de cuentos creados a finales de la década de 1920, Evgeny Petrov recordó: “Estamos escribiendo la historia de Kolokolamsk. Scherezade. Tormento creativo. Sentimos que necesitábamos escribir algo diferente. ¿Pero que?" El resultado de su búsqueda fue la segunda parte de la dilogía sobre Ostap Bender: la novela "El becerro de oro", en la que se trasladaron algunos de los personajes de "Los mil y un días".

### Guiones de cine y vodevil
Ilf y Petrov comenzaron a recurrir a los géneros escénicos en la década de 1930, pero sus coautores mostraron interés por ellos mucho antes. Según el crítico literario Abram Vulis, los predecesores inmediatos de sus vodeviles y guiones fueron las primeras historias de Petrov, llenas de diálogos divertidos y con una forma que recuerda a las comedias cortas . Posteriormente, la inclinación de los escritores hacia los “episodios visibles” se manifestó en la novela “Las Doce Sillas”, muchos de cuyos capítulos resultaron ser verdaderamente “cinematográficos”  . El primer trabajo cinematográfico de los coautores estuvo asociado con la película muda de Yakov Protazanov " La fiesta de San Jorgen ", para la cual Ilya Arnoldovich y Evgeniy Petrovich escribieron intertítulos. Luego compusieron el guion "Barak", que cuenta cómo el principal constructor Bityugov decidió llevar "a remolque" a la brigada rezagada. La película, dirigida por Nikolai Gorchakov y Mijaíl Yanshin , se estrenó en 1933 con el título "Black Barracks", pero no obtuvo mucho éxito entre los espectadores; Según los críticos, los realizadores adoptaron un "enfoque un tanto esquemático de las personas y los acontecimientos" .
En 1933, mientras viajaban por Europa, Ilf y Petrov recibieron una solicitud de la compañía cinematográfica francesa Sofar para escribir un guion para cine sonoro. El trabajo, realizado en diez días, fue muy apreciado por el cliente; Ilf dijo en una carta a su esposa que “el guión fue entregado ayer. Les gustaba, se reían mucho, se caían de las sillas”. Sin embargo, la película, basada en un guion creado según las tradiciones de la comedia francesa, nunca se realizó y el manuscrito entregado a Sofar desapareció. Casi treinta años después, se descubrió una copia mecanografiada, aparentemente una copia preliminar, en el archivo de la casa de uno de los coautores. Este texto fue restaurado y publicado por primera vez en la revista “ Iskusstvo Kino ” (1961, n.° 2) con el título “Guión de cine sonoro” .
La actitud sesgada de Ilf y Petrov hacia la parodia como elemento del juego literario se manifestó en el vodevil de un acto "Strong Feeling", publicado en la revista "Thirty Days" (1933, núm. 5). La historia, compuesta por los coautores, es, por un lado, una variación peculiar de “ La boda ” de Chéjov  y, por el otro, una repetición burlona de sus propios temas y motivos. Así, en él se desarrolla el personaje de “Las Doce Sillas”, la caníbal Ellochka , que esta vez lleva el nombre de Rita y aspira a convertirse en la esposa de un extranjero exitoso: “¡Ir al extranjero con él! Tengo muchas ganas... de vivir en la sociedad burguesa, en una cabaña, a la orilla de la bahía” .
Ciertas repeticiones de sí mismas también se vieron en el guion de la película "Érase una vez un verano ", estrenada en 1936 (dirigida por Hanan Shmain e Igor Ilyinsky ). La trama, que se basa en el viaje de Zhora y Telescope en un coche que montaron con sus propias manos, recuerda a la trama de "El becerro de oro", cuyos personajes emprenden aventuras en el "Antílope Gnu". Al mismo tiempo, a pesar de las muchas situaciones divertidas en las que se encuentran los héroes, así como de la buena actuación (Ilyinsky interpretó dos papeles), la película "Once Upon a Summer" no entró en la lista de éxitos creativos de la co- autores. Los críticos señalaron que durante el rodaje se utilizaron tecnologías obsoletas y, por lo tanto, la película “nos transporta a los tiempos en que la cinematografía daba sus primeros pasos”.
A mediados de la década de 1930, Ilf, Petrov y Kataev recibieron una solicitud del music hall, que necesitaba urgentemente actualizar su repertorio, para crear una comedia moderna. Así apareció la obra "Bajo la cúpula del circo", que luego se transfirió casi sin cambios al guion de la película " Circo " de Grigory Alexandrov . Durante el trabajo surgieron desacuerdos entre Alexandrov y sus coautores. En una carta dirigida a la dirección de Mosfilm , indicaron que gracias a la intervención del director en el guion, "los elementos de comedia han disminuido significativamente, los elementos de melodrama han aumentado significativamente ". Después de negociaciones con la dirección del estudio, Ilf y Petrov, que consideraron que su plan original estaba distorsionado, pidieron que se eliminaran sus nombres de los créditos.

### Otras obras
La novela Tonia (1937) describe la vida de soviéticos forzados a vivir en una sociedad capitalista. 1001 Días o una Nueva Scherezade es una recopilación de historias satíricas publicadas bajo el seudónimo de F. Tolstoevski, con el que firmaban muchos de sus artículos e historias breves publicadas.
Durante su viaje a América Ilf tomó muchas fotografías con su cámara Leica, y ambos produjeron un ensayo fotográfico titulado Fotografías Americanas publicado en la revista Ogoniok y poco después el libro Одноэтажная Америка, juego de palabras que se tradujo como Pequeña América de Oro en referencia al título de su segunda novela. Tanto el foto ensayo como el libro, publicado en su primer momento sin las fotografías, narran sus aventuras con su particular humor y alegría. Curiosamente no tuvieron reparos en alabar ciertos aspectos de la sociedad americana en esta obra.

## Adaptaciones
Las Doce Sillas ha sido adaptada en películas en varias ocasiones. En 1936 los estudios Ealing realizaron una película titulada Keep Your Seats, Please (Conserven Sus Asientos, Por Favor), inspirada en el libro pero ambientada en Inglaterra y con siete sillas en lugar de doce. En 1970 Mel Brooks hizo la versión más conocida del libro y con el mismo título con Frank Langella, Ron Moody, y Dom DeLuise, esta fue seguida por otra versión de Nicolas Gessner llamada The Thirteen Chairs (Las Trece Sillas) con Sharon Tate como protagonista (su última película antes de su muerte). En la Unión Soviética, Leonid Gaidái realizó en 1971 un film homónimo y en 1976 Mark Zajárov filmó una miniserie protagonizada por Andréi Mirónov, Anatoli Papánov, y Oleg Tabakov.
La única versión en español es un film cubano realizado en 1962 por Tomás Gutiérrez Alea.
Todas las películas basadas en sus obras véase aquí .